# Mónica Álvarez Fernández
Mónica Álvarez Fernández (Gijón, 1976) es una bioquímica e investigadora española. Desde 2025, es científica titular del Consejo Superior de Investigaciones Científicas (CSIC) donde lidera como investigadora principal un laboratorio especializado en la resistencia a los tratamientos contra el cáncer.

## Trayectoria
Se licenció en Bioquímica por la Universidad de Oviedo en 1998. Obtuvo su doctorado en 2004 en el Centro de Regulación Genómica (CRG) de la Universidad de Barcelona (UB), donde investigó la caracterización funcional de la proteína DYRK1A, relacionada con el síndrome de Down. En 2006, se trasladó a los Países Bajos para realizar una estancia postdoctoral en el Departamento de Oncología Experimental del Centro Médico Universitario de Utrecht. Allí comenzó a trabajar en el proceso de la división celular, las respuestas celulares al daño al ADN y su implicación en el cáncer.
En 2011, regresó a España para incorporarse como investigadora postdoctoral senior al grupo de División Celular y Cáncer en el Centro Nacional de Investigaciones Oncológicas (CNIO) en Madrid. Su trabajo fue financiado por una beca intraeuropea Marie Curie y, posteriormente, por un contrato MINECO-JIN del Ministerio de Economía, Comercio y Empresa para jóvenes investigadores. Durante este período, su trabajo se centró en investigar los mecanismos celulares implicados en la división celular y la progresión tumoral.
En 2019, gracias a una ayuda para investigadores de la Asociación Española Contra el Cáncer (AECC), se unió como investigadora principal al grupo de Oncología de Cabeza y Cuello del Instituto de Investigación Biosanitaria del Principado de Asturias (ISPA) y el Instituto Universitario de Oncología del Principado de Asturias (IUOPA), dirigiendo un equipo de cuatro científicos. Su labor investigadora ha estado enfocada en el estudio de mecanismos de resistencia a los tratamientos y en el desarrollo de minitumores de laboratorio.
Desde enero de 2025, es científica titular del Consejo Superior de Investigaciones Científicas (CSIC) donde lidera como investigadora principal un laboratorio especializado en la resistencia a los tratamientos contra el cáncer. Este laboratorio forma parte del Centro de Investigación del Cáncer, una institución conjunta entre la Universidad de Salamanca y el CSIC.
Ha publicado más de 30 artículos en revistas científicas de referencia y ha presentado sus investigaciones en numerosas conferencias y congresos científicos nacionales e internacionales. Además, participa activamente en la evaluación de proyectos de la Agencia Estatal de Investigación (AEI) y colabora como revisora de varias revistas científicas internacionales.

## Reconocimientos
En mayo de 2022, Mónica Álvarez Fernández fue reconocida con uno de los I Premios Fundación Merck Salud-ASEICA, de la Fundación Merck Salud y la Asociación Española de Investigación Sobre el Cáncer (ASEICA), por su labor en el fomento de vocaciones científicas, gracias a su participación en el programa "Conócelas", un programa que busca acercar la ciencia a jóvenes estudiantes a través del testimonio de investigadoras en activo.